# Bermer
Der Bermer ist ein 598,6 m hoher Berg im Ruhlaer Stadtgebiet im Wartburgkreis in Thüringen.
Der Bermer befindet sich in Rennsteignähe und reicht im Osten bis an den Stadtrand von Ruhla. Der Bermer zählt zu den Hausbergen von Ruhla und besitzt mit der Bermerhütte ein beliebtes Ausflugsziel, das auch vom Lappengrund mit dem Freizeitpark Mini-a-thür erreichbar ist.
Am Bermer wurde schon im Mittelalter Bergbau betrieben. 